# Zaleptus ramosus
Zaleptus ramosus is een hooiwagen uit de familie Sclerosomatidae.